# ألبرتو أنجيلا
ألبرتو أنجيلا (بالإيطالية: Alberto Angela)‏ هو متواصل علمي ومقدم تلفزيوني وكاتب إيطالي، ولد في 8 أبريل 1962 في باريس في فرنسا.

## وصلات خارجية
- ألبرتو أنجيلا على موقع IMDb (الإنجليزية)